# Celithemis martha
Celithemis martha е вид водно конче от семейство Libellulidae. Видът не е застрашен от изчезване.

## Разпространение
Разпространен е в Канада (Нова Скотия) и САЩ (Вирджиния, Кънектикът, Масачузетс, Мейн, Мериленд, Ню Джърси, Ню Йорк, Ню Хампшър, Пенсилвания и Род Айлънд).

## Описание
Популацията на вида е стабилна.